# Première circonscription du Puy-de-Dôme
La première circonscription du Puy-de-Dôme est l'une des 5 circonscriptions législatives françaises que compte le département du Puy-de-Dôme (63) situé en région Auvergne-Rhône-Alpes. La circonscription est appelée Clermont-Nord.

## Description géographique et démographique

### De 1958 à 1986
La délimitation des circonscriptions paraît dans le Journal officiel du 14 octobre 1958.
(Ordonnance n° 58-945)
La première circonscription est composée des cantons de : 
- Billom
- Clermont-Ferrand-Est
- Clermont-Ferrand-Sud
- Pont-du-Château
- Saint-Dier-d'Auvergne
- Vertaizon.

### À partir de 1986
La première circonscription du Puy-de-Dôme est délimitée par le découpage électoral de la loi no 86-1197 du 24 novembre 1986
, elle regroupe les divisions administratives suivantes : 
- Canton de Clermont-Ferrand-Centre
- Canton de Clermont-Ferrand-Est
- Canton de Clermont-Ferrand-Nord
- Canton de Clermont-Ferrand-Nord-Ouest
- Canton de Gerzat
- Canton de Montferrand.

D'après le recensement général de la population en 1999, réalisé par l'Institut national de la statistique et des études économiques (INSEE), la population totale de cette circonscription est estimée à 103 246 habitants,.

## Historique des députations
| Législature | Début de mandat | Fin de mandat  | Député            | Parti politique | Observations                                                                           |
| ----------- | --------------- | -------------- | ----------------- | --------------- | -------------------------------------------------------------------------------------- |
| IXe         | 23 juin 1988    | 1er avril 1993 | Maurice Pourchon, | PS,             |                                                                                        |
| Xe          | 2 avril 1993    | 21 avril 1997  | Michel Fanget     | UDF             | Mandat écourté à la suite d'une dissolution parlementaire décidée par Jacques Chirac.  |
| XIe         | 12 juin 1997    | 18 juin 2002   | Odile Saugues     | PS              |                                                                                        |
| XIIe        | 19 juin 2002    | 19 juin 2007   | Odile Saugues,    | PS,             |                                                                                        |
| XIIIe       | 20 juin 2007    | 19 juin 2012   | Odile Saugues,    | PS,             |                                                                                        |
| XIVe        | 20 juin 2012    | 20 juin 2017   | Odile Saugues     | PS              |                                                                                        |
| XVe         | 21 juin 2017    | 21 juin 2022   | Valérie Thomas    | LREM            |                                                                                        |
| XVIe        | 22 juin 2022    | 9 juin 2024    | Marianne Maximi   | LFI             | Mandat écourté à la suite d'une dissolution parlementaire décidée par Emmanuel Macron. |
| XVIIe       | 8 juillet 2024  | En cours       | Marianne Maximi   | LFI             |                                                                                        |

## Historique des élections

### Élections de 1958
| Candidat       | Candidat              | Parti          | Premier tour | Premier tour | Second tour | Second tour |  |
| Candidat       | Candidat              | Parti          | Voix         | %            | Voix        | %           |  |
| -------------- | --------------------- | -------------- | ------------ | ------------ | ----------- | ----------- |  |
|                | Marcel Clermontel élu | UNR            | 18 288       | 38,09        | 22 890      | 47,78       |  |
|                | Ambroise Brugière     | SFIO           | 13 796       | 28,73        | 16 193      | 33,8        |  |
|                | Pierre Besset         | PCF            | 9 819        | 20,45        | 8 828       | 18,43       |  |
|                | Joseph Gardet         | Radsoc         | 4 957        | 10,32        | Retrait     | Retrait     |  |
|                | Lucien Cellier        | UFF            | 1 156        | 2,41         |             |             |  |
|                |                       |                |              |              |             |             |  |
| Inscrits       | Inscrits              | Inscrits       | 67 726       | 100,00       | 67 728      | 100,00      |  |
| Abstentions    | Abstentions           | Abstentions    | 18 870       | 27,86        | 19 283      | 28,47       |  |
| Votants        | Votants               | Votants        | 48 856       | 72,14        | 48 445      | 71,53       |  |
| Blancs et nuls | Blancs et nuls        | Blancs et nuls | 840          | 1,72         | 534         | 1,1         |  |
| Exprimés       | Exprimés              | Exprimés       | 48 016       | 98,28        | 47 911      | 98,9        |  |

Le suppléant de Marcel Clermontel était Michel Rouet, employé aux usines Michelin.

### Élections de 1962
| Candidat       | Candidat                  | Parti          | Premier tour | Premier tour | Second tour | Second tour |  |
| Candidat       | Candidat                  | Parti          | Voix         | %            | Voix        | %           |  |
| -------------- | ------------------------- | -------------- | ------------ | ------------ | ----------- | ----------- |  |
|                | Marcel Clermontel sortant | UNR-UDT        | 15 632       | 35,08        | 18 844      | 39,59       |  |
|                | Ambroise Brugière élu     | SFIO           | 13 513       | 30,32        | 28 754      | 60,41       |  |
|                | Pierre Besset             | PCF            | 10 356       | 23,24        | Retrait     | Retrait     |  |
|                | Gaston Pradelle           | MRP            | 3 221        | 7,23         | Retrait     | Retrait     |  |
|                | Georges Servent           | PSU            | 1 841        | 4,13         |             |             |  |
|                |                           |                |              |              |             |             |  |
| Inscrits       | Inscrits                  | Inscrits       | 68 230       | 100,00       | 68 228      | 100,00      |  |
| Abstentions    | Abstentions               | Abstentions    | 22 673       | 33,23        | 19 508      | 28,59       |  |
| Votants        | Votants                   | Votants        | 45 557       | 66,77        | 48 720      | 71,41       |  |
| Blancs et nuls | Blancs et nuls            | Blancs et nuls | 994          | 2,18         | 1 122       | 2,3         |  |
| Exprimés       | Exprimés                  | Exprimés       | 44 563       | 97,82        | 47 598      | 97,7        |  |

Le suppléant d'Ambroise Brugière était Arsène Boulay, chef de section principal des Ponts et Chaussées, maire de Romagnat. Arsène Boulay remplaça Ambroise Brugière, décédé, du 27 avril 1963 au 2 avril 1967.

### Élections de 1967
| Candidat       | Candidat                    | Parti          | Premier tour | Premier tour | Second tour | Second tour |  |
| Candidat       | Candidat                    | Parti          | Voix         | %            | Voix        | %           |  |
| -------------- | --------------------------- | -------------- | ------------ | ------------ | ----------- | ----------- |  |
|                | Arsène Boulay sortant réélu | SFIO (FGDS)    | 21 961       | 37,04        | 34 899      | 60,72       |  |
|                | Maurice Pélissier           | UD-Ve          | 19 110       | 32,24        | 22 579      | 39,28       |  |
|                | Georges Azam                | PCF            | 12 940       | 21,83        | Retrait     | Retrait     |  |
|                | Antoine Barrière            | CD (PDM)       | 5 272        | 8,89         |             |             |  |
|                |                             |                |              |              |             |             |  |
| Inscrits       | Inscrits                    | Inscrits       | 75 723       | 100,00       | 75 720      | 100,00      |  |
| Abstentions    | Abstentions                 | Abstentions    | 15 288       | 20,19        | 16 940      | 22,37       |  |
| Votants        | Votants                     | Votants        | 60 435       | 79,81        | 58 780      | 77,63       |  |
| Blancs et nuls | Blancs et nuls              | Blancs et nuls | 1 152        | 1,91         | 1 302       | 2,22        |  |
| Exprimés       | Exprimés                    | Exprimés       | 59 283       | 98,09        | 57 478      | 97,78       |  |

Le suppléant d'Arsène Boulay était Henri Simonnet, ancien ouvrier Michelin, conseiller général du canton de Clermont-Ferrand-Est, adjoint au maire de Clermont-Ferrand.

### Élections de 1968
| Candidat       | Candidat                    | Parti          | Premier tour | Premier tour | Second tour | Second tour |  |
| Candidat       | Candidat                    | Parti          | Voix         | %            | Voix        | %           |  |
| -------------- | --------------------------- | -------------- | ------------ | ------------ | ----------- | ----------- |  |
|                | Maurice Pélissier           | UDR (URP)      | 22 381       | 36,89        | 26 944      | 47,27       |  |
|                | Arsène Boulay sortant réélu | SFIO (FGDS)    | 17 822       | 29,37        | 30 056      | 52,73       |  |
|                | Georges Azam                | PCF            | 11 440       | 18,85        | Retrait     | Retrait     |  |
|                | Antoine Barrière            | CD (PDM)       | 6 063        | 9,99         |             |             |  |
|                | Robert Gilbert              | PSU            | 2 970        | 4,89         |             |             |  |
|                |                             |                |              |              |             |             |  |
| Inscrits       | Inscrits                    | Inscrits       | 76 253       | 100,00       | 76 250      | 100,00      |  |
| Abstentions    | Abstentions                 | Abstentions    | 14 877       | 19,51        | 18 196      | 23,86       |  |
| Votants        | Votants                     | Votants        | 61 376       | 80,49        | 58 054      | 76,14       |  |
| Blancs et nuls | Blancs et nuls              | Blancs et nuls | 700          | 1,14         | 1 054       | 1,82        |  |
| Exprimés       | Exprimés                    | Exprimés       | 60 676       | 98,86        | 57 000      | 98,18       |  |

Le suppléant d'Arsène Boulay était Maurice Pourchon, professeur, conseiller municipal de Clermont-Ferrand.

### Élections de 1973
| Candidat       | Candidat                    | Parti          | Premier tour | Premier tour | Second tour | Second tour |  |
| Candidat       | Candidat                    | Parti          | Voix         | %            | Voix        | %           |  |
| -------------- | --------------------------- | -------------- | ------------ | ------------ | ----------- | ----------- |  |
|                | Arsène Boulay sortant réélu | PS (UGSD)      | 22 318       | 33,8         | 39 586      | 60,51       |  |
|                | Jean Montpeyroux            | UDR (URP)      | 18 227       | 27,61        | 25 831      | 39,49       |  |
|                | Georges Azam                | PCF            | 13 956       | 21,14        | Retrait     | Retrait     |  |
|                | Jean-Paul Chapus            | CD (MR)        | 7 281        | 11,03        |             |             |  |
|                | Jacky Courtial              | PSU            | 2 821        | 4,27         |             |             |  |
|                | Janine Bascoulary           | LCR            | 798          | 1,21         |             |             |  |
|                | Christian Neny              | OCT            | 619          | 0,94         |             |             |  |
|                |                             |                |              |              |             |             |  |
| Inscrits       | Inscrits                    | Inscrits       | 84 215       | 100,00       | 84 194      | 100,00      |  |
| Abstentions    | Abstentions                 | Abstentions    | 16 787       | 19,93        | 16 988      | 20,18       |  |
| Votants        | Votants                     | Votants        | 67 428       | 80,07        | 67 206      | 79,82       |  |
| Blancs et nuls | Blancs et nuls              | Blancs et nuls | 1 408        | 2,09         | 1 789       | 2,66        |  |
| Exprimés       | Exprimés                    | Exprimés       | 66 020       | 97,91        | 65 417      | 97,34       |  |

Le suppléant d'Arsène Boulay était Maurice Pourchon.

### Élections de 1978
| Candidat       | Candidat              | Parti          | Premier tour | Premier tour | Second tour | Second tour |  |
| Candidat       | Candidat              | Parti          | Voix         | %            | Voix        | %           |  |
| -------------- | --------------------- | -------------- | ------------ | ------------ | ----------- | ----------- |  |
|                | Maurice Pourchon élu  | PS             | 28 051       | 33,26        | 49 380      | 58,13       |  |
|                | Pierre Pascallon      | RPR            | 20 412       | 24,2         | 35 568      | 41,87       |  |
|                | Monique Perrier       | PCF            | 17 423       | 20,66        | Retrait     | Retrait     |  |
|                | Robert Couvaud        | UDF (PR)       | 11 642       | 13,8         |             |             |  |
|                | Jean Lajonchère       | PSU (FA)       | 3 332        | 3,95         |             |             |  |
|                | Martine Payet         | LO             | 1 666        | 1,98         |             |             |  |
|                | Francis Bergeron      | FN             | 809          | 0,96         |             |             |  |
|                | Giordano Frassetto    | LCR            | 702          | 0,83         |             |             |  |
|                | Jean-Michel Paljkovic | UOPDP          | 298          | 0,35         |             |             |  |
|                |                       |                |              |              |             |             |  |
| Inscrits       | Inscrits              | Inscrits       | 101 082      | 100,00       | 101 075     | 100,00      |  |
| Abstentions    | Abstentions           | Abstentions    | 14 935       | 14,78        | 14 612      | 14,46       |  |
| Votants        | Votants               | Votants        | 86 147       | 85,22        | 86 463      | 85,54       |  |
| Blancs et nuls | Blancs et nuls        | Blancs et nuls | 1 812        | 2,1          | 1 515       | 1,75        |  |
| Exprimés       | Exprimés              | Exprimés       | 84 335       | 97,9         | 84 948      | 98,25       |  |

Le suppléant de Maurice Pourchon était Yves Guillon, conseiller régional, conseiller général, maire de Billom.

### Élections de 1981
|                | Maurice Pourchon sortant réélu | PS             | 36 789  | 52,25  |  |  |  |
|                | Gilles-Jean Portejoie          | UDF (Rad)      | 22 420  | 31,84  |  |  |  |
|                | Monique Perrier                | PCF            | 8 511   | 12,09  |  |  |  |
|                | Monique Deydier                | PSU            | 1 134   | 1,61   |  |  |  |
|                | Daniel Séguy                   | LO             | 782     | 1,11   |  |  |  |
|                | Alain Laffont                  | LCR            | 776     | 1,10   |  |  |  |
|                |                                |                |         |        |  |  |  |
| Inscrits       | Inscrits                       | Inscrits       | 106 727 | 100,00 |  |  |  |
| Abstentions    | Abstentions                    | Abstentions    | 34 969  | 32,76  |  |  |  |
| Votants        | Votants                        | Votants        | 71 758  | 67,24  |  |  |  |
| Blancs et nuls | Blancs et nuls                 | Blancs et nuls | 1 346   | 1,88   |  |  |  |
| Exprimés       | Exprimés                       | Exprimés       | 70 412  | 98,12  |  |  |  |

Le suppléant de Maurice Pourchon était Yves Guillon.

### Élections de 1988
| Candidat       | Candidat                       | Parti          | Premier tour | Premier tour | Second tour | Second tour |  |
| Candidat       | Candidat                       | Parti          | Voix         | %            | Voix        | %           |  |
| -------------- | ------------------------------ | -------------- | ------------ | ------------ | ----------- | ----------- |  |
|                | Maurice Pourchon sortant réélu | PS             | 16 285       | 47,68        | 21 220      | 58,8        |  |
|                | Dominique Turpin               | UDF (AD) (URC) | 11 307       | 33,11        | 14 870      | 41,2        |  |
|                | Abel Poitrineau                | FN             | 2 729        | 7,99         |             |             |  |
|                | Jean Nicolas                   | PCF            | 2 449        | 7,17         |             |             |  |
|                | Jean-Jacques Perrier           | Extrême gauche | 1 382        | 4,05         |             |             |  |
|                |                                |                |              |              |             |             |  |
| Inscrits       | Inscrits                       | Inscrits       | 56 321       | 100,00       | 56 321      | 100,00      |  |
| Abstentions    | Abstentions                    | Abstentions    | 21 607       | 38,36        | 19 445      | 34,53       |  |
| Votants        | Votants                        | Votants        | 34 714       | 61,64        | 36 876      | 65,47       |  |
| Blancs et nuls | Blancs et nuls                 | Blancs et nuls | 562          | 1,62         | 786         | 2,13        |  |
| Exprimés       | Exprimés                       | Exprimés       | 34 152       | 98,38        | 36 090      | 97,87       |  |

Le suppléant de Maurice Pourchon était Bernard Auby, maire de Cébazat.

### Élections de 1993
| Candidat       | Candidat                 | Parti          | Premier tour | Premier tour | Second tour | Second tour |  |
| Candidat       | Candidat                 | Parti          | Voix         | %            | Voix        | %           |  |
| -------------- | ------------------------ | -------------- | ------------ | ------------ | ----------- | ----------- |  |
|                | Maurice Pourchon sortant | PS (ADFP)      | 8 985        | 24,05        | 16 852      | 46,43       |  |
|                | Michel Fanget élu        | UDF (AD)       | 8 730        | 23,37        | 19 444      | 53,57       |  |
|                | Brice Hortefeux          | RPR            | 6 162        | 16,49        |             |             |  |
|                | Abel Poitrineau          | FN             | 3 554        | 9,51         |             |             |  |
|                | Michel Despalle          | GÉ (EÉ)        | 3 013        | 8,06         |             |             |  |
|                | Guillaume Laybros        | PCF            | 2 606        | 6,98         |             |             |  |
|                | Dorianne Fleury          | LT-LNÉ         | 1 409        | 3,77         |             |             |  |
|                | Frédéric Chomilier       | Divers droite  | 1 245        | 3,33         |             |             |  |
|                | Alain Laffont            | LCR            | 869          | 2,33         |             |             |  |
|                | Daniel Séguy             | LO             | 786          | 2,1          |             |             |  |
|                |                          |                |              |              |             |             |  |
| Inscrits       | Inscrits                 | Inscrits       | 56 906       | 100,00       | 56 906      | 100,00      |  |
| Abstentions    | Abstentions              | Abstentions    | 17 084       | 30,02        | 17 825      | 31,32       |  |
| Votants        | Votants                  | Votants        | 39 822       | 69,98        | 39 081      | 68,68       |  |
| Blancs et nuls | Blancs et nuls           | Blancs et nuls | 2 463        | 6,19         | 2 785       | 7,13        |  |
| Exprimés       | Exprimés                 | Exprimés       | 37 359       | 93,81        | 36 296      | 92,87       |  |

Le suppléant de Michel Fanget était Robert Couzon, ingénieur, ancien maire de Sayat.

### Élections de 1997
| Candidat       | Candidat              | Parti          | Premier tour | Premier tour | Second tour | Second tour |  |
| Candidat       | Candidat              | Parti          | Voix         | %            | Voix        | %           |  |
| -------------- | --------------------- | -------------- | ------------ | ------------ | ----------- | ----------- |  |
|                | Odile Saugues élue    | PS             | 12 412       | 34,9         | 21 883      | 58,04       |  |
|                | Michel Fanget sortant | UDF (AD)       | 10 083       | 28,35        | 15 818      | 41,96       |  |
|                | Abel Poitrineau       | FN             | 3 976        | 11,18        |             |             |  |
|                | Danielle Martin       | PCF            | 2 648        | 7,44         |             |             |  |
|                | Yves Leycuras         | Les Verts      | 1 557        | 4,38         |             |             |  |
|                | Daniel Séguy          | LO             | 1 104        | 3,1          |             |             |  |
|                | Alain Laffont         | LCR            | 969          | 2,72         |             |             |  |
|                | Thierry Jacouton      | MPF (LDI)      | 800          | 2,25         |             |             |  |
|                | Michel Despalle       | GÉ             | 608          | 1,71         |             |             |  |
|                | Gisèle Naudier        | MÉI            | 555          | 1,56         |             |             |  |
|                | Monique Bonnet        | MDC            | 435          | 1,22         |             |             |  |
|                | Daniel Beaufils       | PT             | 252          | 0,71         |             |             |  |
|                | Anne-Marie Vacheron   | MDR            | 131          | 0,37         |             |             |  |
|                | Florent Delaunay      | Divers         | 39           | 0,11         |             |             |  |
|                |                       |                |              |              |             |             |  |
| Inscrits       | Inscrits              | Inscrits       | 57 557       | 100,00       | 57 556      | 100,00      |  |
| Abstentions    | Abstentions           | Abstentions    | 20 093       | 34,91        | 17 512      | 30,43       |  |
| Votants        | Votants               | Votants        | 37 464       | 65,09        | 40 044      | 69,57       |  |
| Blancs et nuls | Blancs et nuls        | Blancs et nuls | 1 895        | 5,06         | 2 343       | 5,85        |  |
| Exprimés       | Exprimés              | Exprimés       | 35 569       | 94,94        | 37 701      | 94,15       |  |

Le suppléant d'Odile Saugues était Bernard Auby, professeur de mathématiques, conseiller général du canton de Gerzat, maire de Cébazat.

### Élections de 2002
| Candidat       | Candidat                      | Parti            | Premier tour | Premier tour | Second tour | Second tour |  |
| Candidat       | Candidat                      | Parti            | Voix         | %            | Voix        | %           |  |
| -------------- | ----------------------------- | ---------------- | ------------ | ------------ | ----------- | ----------- |  |
|                | Odile Saugues sortante réélue | PS               | 13 261       | 36,53        | 17 721      | 54,88       |  |
|                | Anne Courtille                | UMP              | 8 598        | 23,69        | 14 567      | 45,12       |  |
|                | Michel Fanget                 | UDF              | 5 429        | 14,96        |             |             |  |
|                | Jean-Claude Lalanne de Haut   | FN               | 2 858        | 7,87         |             |             |  |
|                | Alain Laffont                 | LCR              | 1 740        | 4,79         |             |             |  |
|                | Patricia Aucouturier          | PCF              | 1 228        | 3,38         |             |             |  |
|                | Renée Matasse                 | Les Verts        | 851          | 2,34         |             |             |  |
|                | Danielle Pascual              | Pôle républicain | 686          | 1,89         |             |             |  |
|                | Daniel Séguy                  | LO               | 539          | 1,48         |             |             |  |
|                | François Barrière             | MNR              | 337          | 0,93         |             |             |  |
|                | Gisèle Naudier                | MÉI              | 259          | 0,71         |             |             |  |
|                | Serge Gestraud                | MPF              | 228          | 0,63         |             |             |  |
|                | Michel Despalle               | GÉ               | 154          | 0,42         |             |             |  |
|                | Samira Marouani               | Divers           | 132          | 0,36         |             |             |  |
|                |                               |                  |              |              |             |             |  |
| Inscrits       | Inscrits                      | Inscrits         | 58 699       | 100,00       | 58 699      | 100,00      |  |
| Abstentions    | Abstentions                   | Abstentions      | 21 634       | 36,86        | 25 138      | 42,83       |  |
| Votants        | Votants                       | Votants          | 37 065       | 63,14        | 33 561      | 57,17       |  |
| Blancs et nuls | Blancs et nuls                | Blancs et nuls   | 765          | 2,06         | 1 273       | 3,79        |  |
| Exprimés       | Exprimés                      | Exprimés         | 36 300       | 97,94        | 32 288      | 96,21       |  |

Le suppléant d'Odile Saugues était Bernard Auby.

### Élections de 2007
| Candidat       | Candidat                      | Parti          | Premier tour | Premier tour | Second tour | Second tour |  |
| Candidat       | Candidat                      | Parti          | Voix         | %            | Voix        | %           |  |
| -------------- | ----------------------------- | -------------- | ------------ | ------------ | ----------- | ----------- |  |
|                | Odile Saugues sortante réélue | PS             | 13 100       | 38,81        | 20 453      | 61,25       |  |
|                | Anne Courtille                | UMP            | 9 976        | 29,56        | 12 939      | 38,75       |  |
|                | Michel Fanget                 | UDF–MoDem      | 3 921        | 11,62        |             |             |  |
|                | Alain Laffont                 | Extrême gauche | 1 503        | 4,45         |             |             |  |
|                | Romain Saint-Luc              | FN             | 961          | 2,85         |             |             |  |
|                | Yvette Mercier                | PCF            | 907          | 2,69         |             |             |  |
|                | Yves Leycuras                 | Les Verts      | 819          | 2,43         |             |             |  |
|                | François Barrière             | MPF            | 601          | 1,78         |             |             |  |
|                | Julia Gilger                  | LCR            | 511          | 1,51         |             |             |  |
|                | Chafia Mentalecheta           | Divers gauche  | 471          | 1,4          |             |             |  |
|                | Dominique Leclair             | LO             | 299          | 0,89         |             |             |  |
|                | Gisèle Naudier                | MÉI            | 260          | 0,77         |             |             |  |
|                | Joëlle Girard                 | LT-LNÉ         | 230          | 0,68         |             |             |  |
|                | Marc Delaire                  | Divers         | 195          | 0,58         |             |             |  |
|                |                               |                |              |              |             |             |  |
| Inscrits       | Inscrits                      | Inscrits       | 61 592       | 100,00       | 61 592      | 100,00      |  |
| Abstentions    | Abstentions                   | Abstentions    | 27 263       | 44,26        | 27 174      | 44,12       |  |
| Votants        | Votants                       | Votants        | 34 329       | 55,74        | 34 418      | 55,88       |  |
| Blancs et nuls | Blancs et nuls                | Blancs et nuls | 575          | 1,67         | 1 026       | 2,98        |  |
| Exprimés       | Exprimés                      | Exprimés       | 33 754       | 98,33        | 33 392      | 97,02       |  |

### Élections de 2012
| Candidat       | Candidat                      | Parti               | Premier tour | Premier tour | Second tour | Second tour |  |
| Candidat       | Candidat                      | Parti               | Voix         | %            | Voix        | %           |  |
| -------------- | ----------------------------- | ------------------- | ------------ | ------------ | ----------- | ----------- |  |
|                | Odile Saugues sortante réélue | PS                  | 19 342       | 44,82        | 26 583      | 67,63       |  |
|                | Jean-Pierre Brenas            | UMP                 | 8 918        | 20,66        | 12 722      | 32,37       |  |
|                | Jacqueline Simon              | RBM (FN)            | 4 416        | 10,23        |             |             |  |
|                | Cyril Cineux                  | FG (PCF) (GU)       | 3 116        | 7,22         |             |             |  |
|                | Alain Laffont                 | NPA (GA, ALT, FASE) | 2 373        | 5,50         |             |             |  |
|                | Michel Fanget                 | CpF (MoDem)         | 2 087        | 4,84         |             |             |  |
|                | Yves Reverseau                | EÉLV                | 1 271        | 2,94         |             |             |  |
|                | Monique Bonnet                | MRC                 | 518          | 1,20         |             |             |  |
|                | Joëlle Girard                 | LT-LNÉ              | 361          | 0,84         |             |             |  |
|                | Véronique Sure                | AÉI                 | 260          | 0,60         |             |             |  |
|                | Saliha Denane                 | PRV                 | 253          | 0,59         |             |             |  |
|                | Marie Savre                   | LO                  | 243          | 0,56         |             |             |  |
|                |                               |                     |              |              |             |             |  |
| Inscrits       | Inscrits                      | Inscrits            | 80 630       | 100,00       | 80 629      | 100,00      |  |
| Abstentions    | Abstentions                   | Abstentions         | 36 908       | 45,77        | 39 506      | 49          |  |
| Votants        | Votants                       | Votants             | 43 722       | 54,23        | 41 123      | 51          |  |
| Blancs et nuls | Blancs et nuls                | Blancs et nuls      | 564          | 1,29         | 1 818       | 4,42        |  |
| Exprimés       | Exprimés                      | Exprimés            | 43 158       | 98,71        | 39 305      | 95,58       |  |

#### Par communes, premier tour
| Commune            | Laffont | Laffont | Cineux | Cineux | Reverseau | Reverseau | Sauges | Sauges | Fanget | Fanget | Brenas | Brenas | Simon | Simon | P.    |
| Commune            | #       | %       | #      | %      | #         | %         | #      | %      | #      | %      | #      | %      | #     | %     | P.    |
| ------------------ | ------- | ------- | ------ | ------ | --------- | --------- | ------ | ------ | ------ | ------ | ------ | ------ | ----- | ----- | ----- |
| Aulnat             | 79      | 5,32    | 101    | 6,81   | 22        | 1,48      | 733    | 49,33  | 34     | 2,29   | 244    | 16,44  | 207   | 13,95 | 53,65 |
| Blanzat            | 43      | 2,54    | 165    | 9,73   | 40        | 2,36      | 768    | 45,28  | 85     | 5,01   | 371    | 21,88  | 165   | 9,73  | 59,01 |
| Cébazat            | 97      | 2,99    | 199    | 6,14   | 77        | 2,38      | 1 528  | 47,18  | 157    | 4,85   | 801    | 24,73  | 296   | 9,14  | 56,56 |
| Cournon-d'Auvergne | 209     | 2,66    | 534    | 6,79   | 208       | 2,65      | 3 847  | 48,94  | 284    | 3,61   | 1 650  | 20,99  | 862   | 10,97 | 59,45 |
| Clermont-Ferrand   | 1 776   | 7,45    | 1 775  | 7,45   | 829       | 3,48      | 10 177 | 42,70  | 1 280  | 5,37   | 4 806  | 20,17  | 2 201 | 9,24  | 52,11 |
| Gerzat             | 146     | 4,15    | 249    | 7,07   | 68        | 1,93      | 1 648  | 46,82  | 155    | 4,40   | 613    | 17,41  | 533   | 15,14 | 52,28 |
| Malintrat          | 5       | 1,17    | 46     | 10,80  | 4         | 0,94      | 192    | 45,07  | 15     | 3,52   | 91     | 21,36  | 51    | 11,97 | 58,66 |
| Sayat              | 18      | 1,63    | 47     | 4,27   | 23        | 2,09      | 449    | 40,78  | 77     | 6,99   | 342    | 31,06  | 101   | 9,17  | 60,76 |

### Élections de 2017
|                                                                             |                                                                              |                           |                           |                          |                          |
|                                                                             |                                                                              | Premier tour 11 juin 2017 | Premier tour 11 juin 2017 | Second tour 18 juin 2017 | Second tour 18 juin 2017 |
|                                                                             |                                                                              |                           |                           |                          |                          |
|                                                                             |                                                                              | Nombre                    | % des inscrits            | Nombre                   | % des inscrits           |
| Inscrits                                                                    | Inscrits                                                                     | 83 500                    | 100,00                    | 83 501                   | 100,00                   |
| Abstentions                                                                 | Abstentions                                                                  | 44 593                    | 53,40                     | 49 118                   | 58,82                    |
| Votants                                                                     | Votants                                                                      | 38 907                    | 46,60                     | 34 383                   | 41,18                    |
|                                                                             |                                                                              |                           | % des votants             |                          | % des votants            |
| Bulletins blancs                                                            | Bulletins blancs                                                             | 522                       | 1,34                      | 1 865                    | 5,42                     |
| Bulletins nuls                                                              | Bulletins nuls                                                               | 216                       | 0,56                      | 873                      | 2,54                     |
| Suffrages exprimés                                                          | Suffrages exprimés                                                           | 38 169                    | 98,10                     | 31 645                   | 92,04                    |
|                                                                             |                                                                              |                           |                           |                          |                          |
| Candidat Étiquette politique (partis et alliances)                          | Candidat Étiquette politique (partis et alliances)                           | Voix                      | % des exprimés            | Voix                     | % des exprimés           |
|                                                                             |                                                                              |                           |                           |                          |                          |
|                                                                             | Valérie Thomas La République en marche                                       | 15 481                    | 40,56                     | 18 042                   | 57,01                    |
|                                                                             | Alain Laffont La France insoumise                                            | 5 945                     | 15,58                     | 13 603                   | 42,99                    |
|                                                                             | Maxime Vergnault Les Républicains                                            | 3 738                     | 9,79                      |                          |                          |
|                                                                             | Anne Biscos Front national                                                   | 3 546                     | 9,29                      |                          |                          |
|                                                                             | Cécile Audet Parti socialiste (Europe Écologie Les Verts)                    | 3 544                     | 9,29                      |                          |                          |
|                                                                             | Bertrand Pasciuto Divers gauche (Parti socialiste diss.)                     | 2 584                     | 6,77                      |                          |                          |
|                                                                             | Cyril Cineux Parti communiste français                                       | 972                       | 2,55                      |                          |                          |
|                                                                             | Damien Folio Écologiste (Confédération pour l'homme, l'animal et la planète) | 863                       | 2,26                      |                          |                          |
|                                                                             | Antoine Rechagneux Debout la France                                          | 418                       | 1,10                      |                          |                          |
|                                                                             | Charlène Drigeard Divers (Union populaire républicaine)                      | 287                       | 0,75                      |                          |                          |
|                                                                             | Elena Fourcroy Divers (Parti animaliste)                                     | 281                       | 0,74                      |                          |                          |
|                                                                             | Dominique Leclair Lutte ouvrière                                             | 215                       | 0,56                      |                          |                          |
|                                                                             | Sandrine Clavières Extrême gauche (Nouveau Parti anticapitaliste)            | 182                       | 0,48                      |                          |                          |
|                                                                             | Frédéric La Carbona Divers (Génération citoyens)                             | 72                        | 0,19                      |                          |                          |
|                                                                             | Carole Martel El Mehdaoui Divers droite (Femmes du peuple)                   | 41                        | 0,11                      |                          |                          |
|                                                                             | Alexandre Pourchon Divers gauche (La Gauche en Marche)                       | 0                         | 0,00                      |                          |                          |
| Source : Ministère de l'Intérieur - Première circonscription du Puy-de-Dôme |                                                                              |                           |                           |                          |                          |

| Commune            | Laffont | Laffont | Cineux | Cineux | Pasciuto | Pasciuto | Audet | Audet | Thomas | Thomas | Vergnault | Vergnault | Biscos | Biscos | P.    |
| Commune            | #       | %       | #      | %      | #        | %        | #     | %     | #      | %      | #         | %         | #      | %      | P.    |
| ------------------ | ------- | ------- | ------ | ------ | -------- | -------- | ----- | ----- | ------ | ------ | --------- | --------- | ------ | ------ | ----- |
| Aulnat             | 214     | 17,04   | 46     | 3,66   | 105      | 8,36     | 85    | 6,77  | 473    | 37,66  | 88        | 7,01      | 167    | 13,30  | 45,38 |
| Blanzat            | 212     | 14,57   | 61     | 4,19   | 47       | 3,23     | 134   | 9,21  | 661    | 45,43  | 152       | 10,45     | 130    | 8,93   | 51,42 |
| Cébazat            | 371     | 12,70   | 68     | 2,33   | 95       | 3,25     | 275   | 9,41  | 1 303  | 44,59  | 344       | 11,77     | 275    | 9,41   | 49,24 |
| Cournon-d'Auvergne | 775     | 10,45   | 123    | 1,66   | 1 568    | 21,15    | 332   | 4,48  | 2 884  | 38,89  | 689       | 9,29      | 653    | 8,81   | 54,98 |
| Clermont-Ferrand   | 3 755   | 18,12   | 585    | 2,82   | 603      | 2,91     | 2 394 | 11,55 | 8 295  | 40,02  | 2 016     | 9,73      | 1 696  | 8,18   | 43,87 |
| Gerzat             | 475     | 15,85   | 65     | 2,17   | 124      | 4,24     | 212   | 7,07  | 1 209  | 40,34  | 257       | 8,58      | 472    | 15,75  | 43,35 |
| Malintrat          | 42      | 11,44   | 6      | 1,63   | 20       | 5,45     | 32    | 8,72  | 142    | 38,69  | 39        | 10,63     | 57     | 15,53  | 44,90 |
| Sayat              | 101     | 9,82    | 18     | 1,75   | 19       | 1,85     | 80    | 7,77  | 415    | 49,95  | 153       | 14,87     | 96     | 9,33   | 54,12 |

### Élections de 2022
| Résultats des élections législatives des 12 et 19 juin 2022 de la 1re circonscription du Puy-de-Dôme |                          |                                      |              |              |             |             |
| Candidat                                                                                             | Candidat                 | Parti et coalition                   | Premier tour | Premier tour | Second tour | Second tour |
| Candidat                                                                                             | Candidat                 | Parti et coalition                   | Voix         | %            | Voix        | %           |
| | Marianne Maximi          | LFI (NUPES)                          | 13 211       | 34,50        | 18 189      | 52,23       |
| | Valérie Thomas           | LREM (ENS)                           | 10 465       | 27,33        | 16 637      | 47,77       |
| | Anne Biscos              | RN                                   | 5 617        | 14,67        |             |             |
| | Sébastien Galpier        | LR (UDC)                             | 4 320        | 11,28        |             |             |
| | Laurent Hecquet          | Fédération de la gauche républicaine | 1 286        | 3,36         |             |             |
| | Xavier Oliver            | REC                                  | 1 235        | 3,23         |             |             |
| | Chérif Bouzid            | LC                                   | 771          | 2,01         |             |             |
| | Aurélie de Francesco     | PA                                   | 607          | 1,59         |             |             |
| | Dominique Leclair        | LO                                   | 376          | 0,98         |             |             |
| | Maël Capolino            | POC                                  | 238          | 0,62         |             |             |
| | Patrice Faucheux         | POID                                 | 165          | 0,43         |             |             |
| |                          |                                      |              |              |             |             |
| Votes valides                                                                                        | Votes valides            | Votes valides                        | 38 291       | 97,72        | 34 826      | 93,09       |
| Votes blancs                                                                                         | Votes blancs             | Votes blancs                         | 619          | 1,58         | 1 744       | 4,66        |
| Votes nuls                                                                                           | Votes nuls               | Votes nuls                           | 273          | 0,70         | 840         | 2,25        |
| Total                                                                                                | Total                    | Total                                | 39 183       | 100          | 37 410      | 100         |
| Abstention                                                                                           | Abstention               | Abstention                           | 44 992       | 53,45        | 46 788      | 55,57       |
| Inscrits / participation                                                                             | Inscrits / participation | Inscrits / participation             | 84 175       | 46,55        | 84 198      | 44,43       |

### Élections de 2024
Députée sortante : Marianne Maximi (LFI).
| Candidat                 | Candidat                 | Parti et coalition       | Nuance                   | Premier tour | Premier tour | Second tour | Second tour |
| Candidat                 | Candidat                 | Parti et coalition       | Nuance                   | Voix         | %            | Voix        | %           |
| ------------------------ | ------------------------ | ------------------------ | ------------------------ | ------------ | ------------ | ----------- | ----------- |
|                          | Marianne Maximi          | LFI (NFP)                | UG                       | 20 841       | 38,14        | 23 772      | 43,24       |
|                          | Louis Clément            | RN                       | RN                       | 15 025       | 27,50        | 16 310      | 29,67       |
|                          | Hervé Prononce           | HOR (ENS)                | ENS                      | 13 156       | 24,08        | 14 898      | 27,10       |
|                          | Sébastien Galpier        | LR                       | LR                       | 4 890        | 8,95         |             |             |
|                          | Dominique Leclair        | LO                       | EXG                      | 733          | 1,34         |             |             |
|                          |                          |                          |                          |              |              |             |             |
| Votes valides            | Votes valides            | Votes valides            | Votes valides            | 54 645       | 97,44        | 54 980      | 97,48       |
| Votes blancs             | Votes blancs             | Votes blancs             | Votes blancs             | 948          | 1,69         | 995         | 1,76        |
| Votes nuls               | Votes nuls               | Votes nuls               | Votes nuls               | 488          | 0,87         | 429         | 0,76        |
| Total                    | Total                    | Total                    | Total                    | 56 081       | 100          | 56 404      | 100         |
| Abstention               | Abstention               | Abstention               | Abstention               | 27 707       | 33,07        | 27 401      | 32,70       |
| Inscrits / participation | Inscrits / participation | Inscrits / participation | Inscrits / participation | 83 788       | 66,93        | 83 805      | 67,30       |

#### Département du Puy-de-Dôme
- La fiche de l'INSEE de cette circonscription : « Tableaux et Analyses de la première circonscription du Puy-de-Dôme », sur insee.fr, site de l'Institut national de la statistique et des études économiques (consulté le 10 juin 2007) [PDF]
- « Tous les députés du département du Puy-de-Dôme depuis 1789 », sur assemblee-nationale.fr, site de l'Assemblée nationale française (consulté le 10 juin 2007)
- « Informations contentieuses sur le département du Puy-de-Dôme (Élections législatives de 2002) »(Archive.org • Wikiwix • Archive.is • Google • Que faire ?), sur conseil-constitutionnel.fr, site du Conseil constitutionnel (consulté le 13 juin 2007)

#### Circonscriptions en France
- « Carte des circonscriptions législatives en France », sur assemblee-nationale.fr, site de l'Assemblée nationale française (consulté le 20 juin 2007)
- « Résultats électoraux officiels en France »(Archive.org • Wikiwix • Archive.is • Google • Que faire ?), sur interieur.gouv.fr, site du ministère de l'Intérieur (France) (consulté le 13 juin 2007)
- Description et Atlas des circonscriptions électorales de France sur http://www.atlaspol.com, Atlaspol, site de cartographie géopolitique, consulté le 13 juin 2007.